# جنبش بهسا نپال

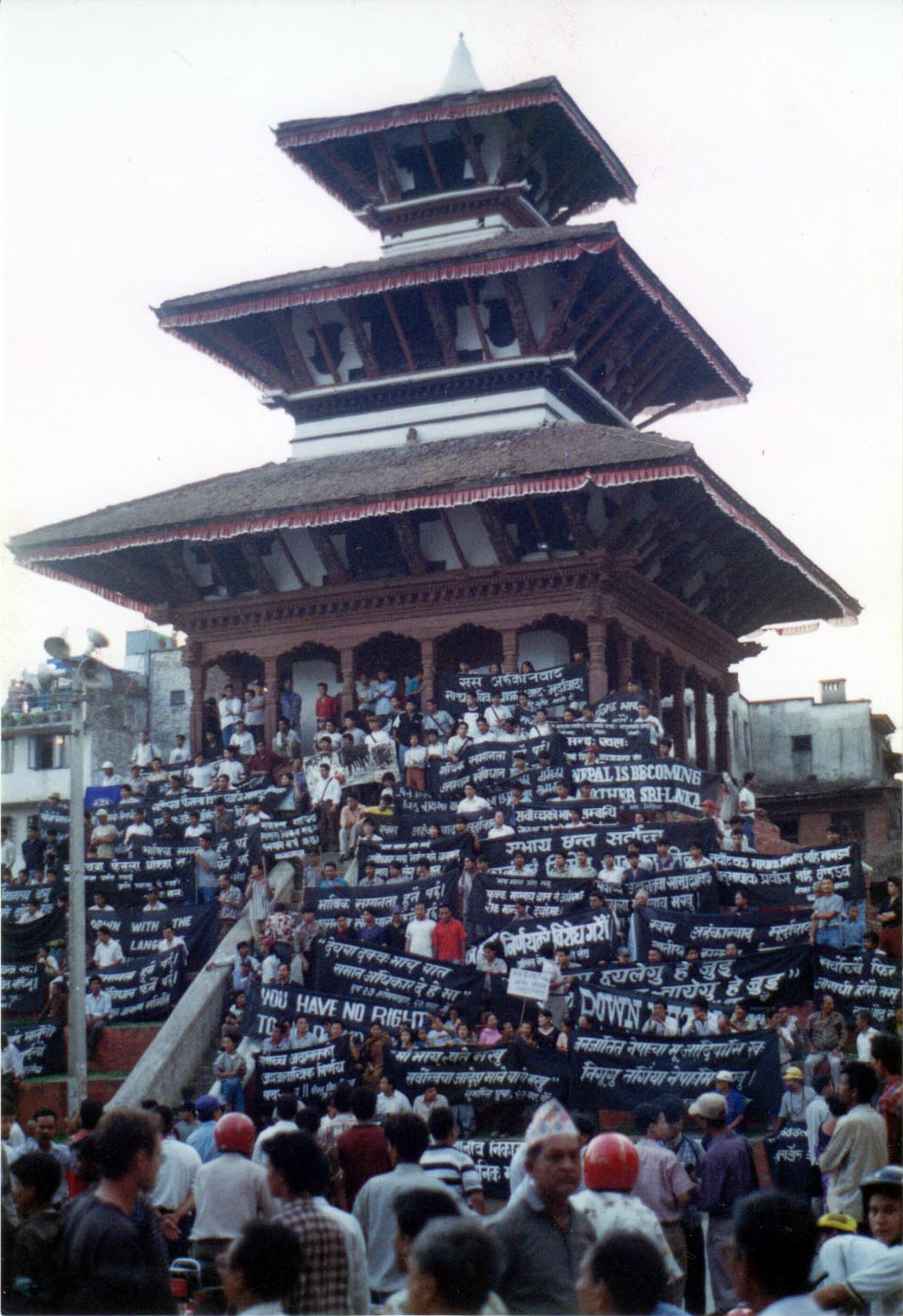
اعتراضات در میدان کاتماندو دوربار پس از حکم دادگاه عالی علیه نپال باسا در ژوئن ۱۹۹۹ برگزار شد.

جنبش نپال باسا (Newar: नेपालभाषा आन्दोलन) به مبارزه برای حقوق زبانی سخنرانان نیوار در نپال در مواجهه با مخالفت دولت و همسایگان متخاصم اشاره دارد. هدف این کمپین افزایش استفاده از نپال باسا در خانه، آموزش، دولت و تجارت است. با وجود سطح بالایی از توسعه، فرهنگ و زبان نیوآر هر دو در معرض تهدید هستند.
نیوآرها از زمان رژیم سرکوبگر رعنا تا به امروز برای حفظ زبان خود می‌جنگند و فعالان زندان، تبعید و شکنجه شده‌اند. مخالفان حتی از دیوان عالی کشور درخواست کرده‌اند که استفاده از آن ممنوع شود. تاریخ نپال باسا از اواخر قرن هجدهم با مبارزه مداوم علیه سرکوب دولتی و یک محیط خصمانه مشخص شده‌است.